# Tibouchina luetzelburgii
Tibouchina luetzelburgii är en tvåhjärtbladig växtart som beskrevs av Markgr.. Tibouchina luetzelburgii ingår i släktet Tibouchina och familjen Melastomataceae. Inga underarter finns listade i Catalogue of Life.